# Pashkokogan River
Pashkokogan River är ett vattendrag i Kanada.   Det ligger i provinsen Ontario, i den sydöstra delen av landet, 1 200 km nordväst om huvudstaden Ottawa.
I omgivningarna runt Pashkokogan River växer i huvudsak barrskog. Trakten runt Pashkokogan River är nära nog obefolkad, med mindre än två invånare per kvadratkilometer.